# In for the Kill (canção)
"In for the Kill" é uma canção do grupo inglês La Roux, gravado para o seu álbum de estreia La Roux. Foi nomeado para Best Dance Recording na cerimónia de 2011 dos Grammy Awards. A 2 de Janeiro de 2011 foram publicadas as descargas digitais no sítio da BBC Radio 1, segundo os dados compilados pela The Official Charts Company, e a obra surgiu em décimo primeiro lugar.

## Curiosidades
- O comediante Rui Unas criou com base esta música a chamada "Dança Sexy do Rui Unas", que em 2011 tornou-se viral no YouTube[3]